# Colletotrichum nigrum
Colletotrichum nigrum är en svampart som beskrevs av Ellis & Halst. 1890. Colletotrichum nigrum ingår i släktet Colletotrichum och familjen Glomerellaceae.   Inga underarter finns listade i Catalogue of Life.